# 玉山金絲桃
玉山金絲桃（學名：Hypericum nagasawae）為金絲桃屬的多年生宿根性草本植物，是台湾原生特有种植物。生长在臺灣2300公尺以上的高海拔山区。

## 生長型態
为多年生宿根性草本植物，生長在陽光充足的開闊地、森林或岩屑地。株高約30公分，老莖具2-4縱條紋。葉對生，長橢形或卵形。黃色花，單朵著生於莖頂，長橢圓卵形花瓣5枚。結褐色卵形蒴果。每年4~5月春末夏初為萌芽期。花期6~9月，10~11月結果，11~12月落葉，進入休眠期過冬。